# 마리오 카스텔누오보-테데스코

마리오 카스텔누오보-테데스코(Mario Castelnuovo-Tedesco, 1895-1968)는 이탈리아의 서양 고전 음악 작곡가이다.

## 생애
마리오 카스텔누오보-테데스코는 이탈리아 피렌체에서 태어나 피체티에게 배웠다. 피아노 곡이나 가곡을 발표했고 일부에 그 섬세한 감수성을 높이 평가받고 있었으나 1926년 31세 때 발표한 오페라《라만드라 골라》의 성공으로 작곡가로서의 지위를 결정적인 것으로 만들었다. 유태계인 그는 1939년 제2차 세계 대전이 발발한 해에 무솔리니의 압력을 피해 미국으로 이주하여 미국 국적을 취득하였다. 모든 종류의 음악을 작곡하였으나 그의 작풍은 세련된 다채로움을 특색으로 한다.